# Olivarella
Olivarella è una frazione della città metropolitana di Messina che conta oltre 3 000 abitanti. Divisa lungo l'asse della SS113 fra i due comuni di San Filippo del Mela e Milazzo, negli ultimi anni ha riscontrato un notevole incremento demografico permesso dalla realizzazione di nuovi complessi abitativi e dall'apertura di nuove attività commerciali.
Dista 8 km dal centro di Milazzo e 6 km da Barcellona Pozzo di Gotto.

## Geografia fisica
La superficie della frazione si estende in una zona pianeggiante ed è compresa tra il mare di Milazzo a nord e le montagne di Santa Lucia del Mela a sud. La vegetazione arborea tipica della zona è l'ulivo e gli agrumi.

## Origini del nome
L'etimologia di Olivarella risale probabilmente al sostantivo in siciliano livaredda, diminutivo di livara, "piccolo albero di ulivo", il quale forse, trovandosi nei pressi di corso Garibaldi, veniva utilizzato dalla gente come riferimento toponomastico.

## Storia
Nei tempi feudali il toponimo Olivarella indicava con precisione il punto d'incrocio tra l'attuale Strada Statale Messina-Palermo e lo "stretto" (strada) che da Milazzo portava a Santa Lucia del Mela e oltre.
In quei tempi non era possibile estendere a tutta la zona il nome di Olivarella perché a poca distanza c'erano complessi feudali che avevano molto peso e rinomanza per l'economia e il commercio dell'epoca (Belvedere, Faraone, Brigandì). Col Regio Decreto del 17-12-1838, l'antica “Regia Trazzera” Messina-Palermo veniva trasformata in strada rotabile e pochi anni dopo i Comuni, allettati dal grande vantaggio economico che davano le nuove strade, si sforzarono di trasformare i loro "stretti" più importanti in strade rotabili. Fu così che Milazzo trasformò in rotabile lo “stretto” che da quella cittadina portava a Olivarella. Nel 1846 il Comune di Santa Lucia (San Filippo non era ancora Comune autonomo) decise di trasformare lo "stretto" "Dalla Chiesa di S. Caterina alla Contrada Angeli" in strada rotabile. Bisogna notare che in quelle vecchie carte municipali, la delibera non prende nemmeno in considerazione il punto Olivarella, ma lo ritiene semplicemente “Contrada Angeli”, dove effettivamente c'era un antico casale. L'incrocio delle strade rotabili portò alla nascita di botteghe, depositi e altre attività economiche, nonché all'edificazione di palazzi di campagna con frantoi, palmenti e magazzini annessi ai bordi del tracciato della nuova strada statale. Anche sul versante milazzese della strada i proprietari costruirono i loro palazzotti con annessi magazzini di vino (ne esistono ancora anche se trasformati in officine meccaniche).
Nello stesso secolo il novello Comune di San Filippo del Mela, per dare più slancio all'economia, s'interessò vivamente alla costruzione della tratta tranviaria Messina-Barcellona, offrendo gratuitamente alla Società Tranviaria il terreno per costruire una grande stazione a Olivarella. Il 17 novembre 1889 venne deliberato il fondo per la costruzione della stazione del tranvai a vapore (i capannoni esistono ancora come casa cantoniera A.N.A.S.). Olivarella, così, ricevette un secondo notevole impulso: sorsero magazzini e abitazioni, quasi tutte allineate sulla strada statale, mentre i commercianti concentravano a Olivarella i loro prodotti che trasportavano col tranvai a Messina. Ma la vera metamorfosi di Olivarella avvenne con la rivoluzione del traffico su gomma, che surclassò anche le ferrovie, e con la costruzione dello svincolo autostradale nei pressi.
Nel 1966 aprì la prima scuola elementare. Olivarella già allora si estendeva dalla contrada Principato fino e oltre Due Torri, penetrando nel territorio di Milazzo a nord, inglobando interamente l'antica borgatina di Angeli a sud, e spingendosi ancora verso San Filippo, superando la scomparsa curva a gomito del cipresso ('a vutata u cilaru).

## Monumenti e luoghi d'interesse
Le uniche testimonianze storiche presenti sul territorio di Olivarella risalgono al periodo feudale.

### Architetture civili
- L'antico borgo feudale di Belvedere (XV secolo) sorge ad ovest di San Filippo del Mela a poca distanza dalla SS113. Oltrepassato l'arco ci si trova nella piazza centrale, il cosiddetto “baglio”, storpiatura del normanno bajulo. Subito individuiamo sulla destra la residenza padronale, gli alloggi dove pernottavano i coloni e i magazzini, sulla sinistra, invece, il palmento. Per quanto riguarda l'antico palazzo signorile, si presume che la costruzione del pian terreno sia avvenuta durante il periodo di dominazione araba. Avanzando possiamo ancora osservare intorno le vecchie abitazioni facenti parte del borgo, l'antico pozzo con annesso lavatoio e una chiesetta intitolata alla Santissima Trinità. A poca distanza di Belvedere, sulla strada verso il torrente Mela, possiamo notare un grande portale di epoca spagnola, che fa memoria di una masseria fortificata.
- Gli edifici della masseria Faraone si sviluppano intorno ad un ampio cortile quadrangolare dotato di cisterna con lavatoio e risalgono ad epoche diverse: si accede alla corte attraverso un monumentale portone ad arco settecentesco, ornato a bugnato e con mascherone grottesco nella chiave. Alla sinistra del portone, sulla strada, si estende un corpo di fabbrica coevo che ospitava frantoio e palmento, esso è ornato da paraste alternate alle aperture che reggono una cornice di coronamento. Un portoncino con mascherone è posto al centro di questa costruzione, tra semplici finestre. Nel cortile, a destra, si estende il palazzo padronale, dalle semplici ma nobili forme del primo cinquecento. I restanti edifici che chiudono la corte si riducono a pochi ruderi ma, probabilmente, essi hanno la stessa cronologia del palazzo. Sull'angolo sinistro poteva forse elevarsi una torre. Adiacente alla casa signorile si trova la cappella di San Pietro ricostruita nel 1795 dopo essere stata danneggiata dal terremoto del 1783: la chiesetta potrebbe essere stata ricavata da un antico locale con destinazione produttiva.[1]

### Architetture religiose
- Chiesa di Santa Maria Immacolata: nel 1945 venne istituita la parrocchia della SS. Immacolata, per scorporo dalla sede parrocchiale di San Filippo del Mela. L'ente di nuova istituzione comprendeva anche l'attuale territorio della parrocchia di Archi. Nello stesso anno la signorina Rosaria Accordino donò il terreno per la costruzione della nuova chiesa di Olivarella, che fu costruita e aperta al culto qualche anno dopo. Il campanile viene realizzato intorno agli anni '60. Nei periodi successivi la chiesa viene arricchita attraverso la collocazione dei banchi, di alcuni quadri, del crocifisso ligneo e di cinque lampadari di vetro particolarmente pregiati. Nel 2007 la chiesa venne chiusa per quasi un anno per un problema strutturale e quindi sottoposta a ristrutturazione. Prima della riapertura vennero collocati il nuovo altare e il nuovo ambone, venne riqualificato l'intero presbiterio. L'edificio ospita una Via Crucis scolpita su legno, opera dell'artista filippese Scherma. Risale al 2013, invece, l'antiporta d'ingresso in legno massiccio, realizzata dai falegnami fratelli Bertino. Sempre in questi ultimi anni furono collocate le statue di Madre Teresa di Calcutta e Giovanni Paolo II, al quale è stato intitolato l'oratorio parrocchiale. Il 7 dicembre 2008 la chiesa è stata dedicata a Dio Padre e intitolata a Santa Maria Immacolata.

## Cultura

### Eventi
Le principali manifestazioni di carattere religioso che si svolgono annualmente ad Olivarella sono:
- Madonna del Carmelo;
- 8 dicembre, processione di S. Maria Immacolata per le vie di Olivarella;
- fine luglio, festeggiamenti estivi in onore di S. Maria Immacolata con processione e serate di spettacolo in piazza.

## Infrastrutture e trasporti
Posta lungo la Strada statale 113, fra il 1890 e il 1932 la località era servita dalla tranvia Messina-Barcellona della SATS.
Il casello autostradale più vicino è quello di Milazzo sull'autostrada A20 Messina-Palermo.